# Barrage du Pego do Altar
Le barrage du Pego do Altar est un barrage bâti sur la rivière des Alcáçovas, un affluent du Sado, dans la municipalité d'Alcácer do Sal (Portugal).

## Géographie
Le barrage est situé dans la freguesia Santa Susana, à environ 8 km au nord-est d'Alcácer do Sal. 

## Histoire
Inauguré en 1949 sous le nom de barrage Salazar, il a deux fonctions : l'irrigation des terres agricoles de la vallée du Sado et la production d'énergie hydroélectrique. La production annuelle moyenne s'élève à 5,2 GWh.

## Description
Haut de 63 m, long de 192 m, pour une largeur de 5 m, c'est un barrage en remblais protégé par un riprap. 

## Lac artificiel
Le lac artificiel créé par le barrage contient 94 millions de m3 et sa superficie est de 6,55 km2.